# Canonici regolari di Santa Maria di Frigionaia
I canonici regolari di Santa Maria di Frigionaia  furono un antico ordine regligioso di chierici sotto la regola di Sant'Agostino. Sorti nei pressi di Lucca agli inizi del Quattrocento a opera di Bartolomeo da Roma e Leone Gherardini, nel 1445 diedero origine ai canonici lateranensi.

## Storia
Ispiratore della congregazione fu il predicatore Bartolomeo da Roma, imparentato con le nobili famiglie dei Colonna e dei Florimonte. Durante una delle sue peregrinazioni, incontrò a Lucca Leone Gherardini da Carate, priore del monastero dei canonici regolari di San Pietro in Ciel d'Oro a Pavia, che gli confidò il suo desiderio di ritirarsi in un eremo per condurre una forma di vita religiosa più austera: Bartolomeo consigliò a Gherardini di ritirarsi nel monastero abbandonato di Santa Maria di Frigionaia, presso Lucca.
Tra il 1401 e il 1402, ottenuto il permesso del suo abate, Leone Gherardini si stabilì in Santa Maria di Frigionaia insieme con un suo confratello, Taddeo da Bagnasco, e vi introdusse la perfetta osservanza della regola di sant'Agostino e delle altre prescrizioni dell'ordine canonicale.
Alla comunità si unirono presto anche lo stesso Bartolomeo da Roma e Benedetto da Rimini, un sacerdote che era stato al servizio di papa Gregorio XII. I canonici di Santa Maria di Frigionaia nel 1406 erano già 15, di cui due provenienti dalla corte di Milano.
Nel monastero fu stabilito il principio dell'annualità degli uffici, cioè di avere un priore eletto per un anno e non a vita: nel 1402 fu eletto priore Bartolomeo da Roma, rieletto l'anno successivo e poi ancora nel 1407 e nel 1408, quando lasciò la comunità di cui è ritenuto, insieme con Leone Gherardini, il fondatore.
L'osservanza di Santa Maria di Frigionaia fu presto offertà ad altre comunità di canonici regolari: Santa Maria di Casoreto a Milano (1405), San Leonardo presso Verona (1407), Santa Maria di Tremiti (1412), Santa Maria della Carità a Venezia (1414), San Vittore e San Giovanni in Monte a Bologna (1417) e, in seguito, ad altri cinque priorati, tra cui quello di Santa Maria in Porto presso Ravenna. Papa Martino V, con bolla del 30 giugno 1421, riunì queste case in una congregazione, detta di Santa Maria di Frigionaia.
Eletto papa, Eugenio IV volle riformare il capitolo di San Giovanni in Laterano restituendolo ai canonici regolari, presenti nell'arcibasilica fino al pontificato di Bonifacio VIII: vi chiamò i canonici regolari della congregazione di Santa Maria di Frigionaia che, il 10 gennaio 1445, ebbe il nuovo titolo di Congregatio Salvatoris lateransensis.